# Пепел (фильм, 2025)
«Пепел» (англ. Ash) — американский научно-фантастический фильм режиссёра Flying Lotus по сценарию Джонни Реммлера. Главные роли в фильме исполнили Эйса Гонсалес и Аарон Пол. Нилл Бломкамп стал исполнительным продюсером фильма. Мировая премьера состоялась 11 марта 2025 года на SXSW. В прокат фильм вышел 21 марта 2025 года.

## Сюжет
Девушка просыпается на далёкой планете и обнаруживает, что экипаж её космической станции зверски убит. Она должна решить, может ли она доверять человеку, посланному спасти её.

## В ролях
- Эйса Гонсалес[3]
- Аарон Пол
- Ико Ювайс
- Беола Коале
- Кейт Эллиотт

## Производство
О начале работы над фильмом стало известно в августе 2022 года. Главные роли получили Джозеф Гордон-Левитт и Тесса Томпсон. В марте 2023 года было объявлено, что Аарон Пол и Эйса Гонсалес заменили Гордона-Левитта и Томпсон соответственно. В мае 2023 года к актёрскому составу присоединились Ювайс, Коале, Эллиотт и Flying Lotus, производство фильма началось в Новой Зеландии. В феврале 2024 года компания Amazon Prime Video приобрела права на международную дистрибуцию фильма на Европейском кинорынке примерно за 10 миллионов долларов.